# Iuri Xliapin
Iuri Xliapin   (Moscou, 11 de gener de 1932 - Moscou, 8 de juliol de 2009) fou waterpolista rus que va competir sota bandera de la Unió Soviètica durant les dècades de 1950 i 1960.
El 1952 va prendre part en els Jocs Olímpics d'Estiu de Hèlsinki, on fou setè en la competició de waterpolo. Quatre anys més tard, als Jocs de Melbourne, guanyà la medalla de bronze en la mateixa competició. A nivell de clubs sempre va jugar al Dinamo de Moscou, amb qui va guanyar set campionats soviètics (1955, 1957, 1958 i de 1960 a 1962). Una vegada retirat, el 1962, va exercir d'entrenador durant un breu període i ocupà diferents càrrecs directius a l'Spartak Moscou.